# 梅卡尼克斯堡 (印地安納州克萊縣)
梅卡尼克斯堡（英語：Mechanicsburg）是位於美國印地安納州克萊縣的一個非建制地區。該地的面積和人口皆未知。

## 地理
梅卡尼克斯堡的座標為39°36′03″N 87°05′15″W / 39.60083°N 87.08750°W，而該地的平均海拔高度為207米（即679英尺）。